# ابراهیم لحلافی
ابراهیم لحلافی (عربی: إبراهيم لحلافي؛ زادهٔ ۱۵ آوریل ۱۹۶۸) دونده دو استقامت اهل مراکش است. از افتخارات وی میتوان به کسب مدال برنز دو ۵۰۰۰ متر در بازی‌های المپیک تابستانی ۲۰۰۰ اشاره کرد.